# Critics' Choice Awards de 2024
O 29.º Critics' Choice Awards ou a 29.ª edição dos Prêmios Critics' Choice (em inglêsː 29th Critics' Choice Awards) foi apresentada no dia 14 de janeiro de 2024 no Barker Hangar, localizado no Aeroporto de Santa Mônica, em Santa Mônica, Califórnia, homenageando as melhores conquistas do cinema e da programação de televisão em 2023. A cerimônia foi transmitida pela The CW e apresentada por Chelsea Handler, marcando seu segundo ano consecutivo como anfitriã da cerimônia.
Como nos três anos anteriores, as indicações para cinema e televisão foram anunciadas separadamente. As indicações para a televisão foram anunciadas em 5 de dezembro de 2023. As indicações para filmes foram anunciadas em 13 de dezembro de 2023. A cerimônia deveria acontecer originalmente no Fairmont Century Plaza Hotel, a sede do Critics Choice Awards que a Critics Choice Association (CCA) ajudou a reabrir em 2022, mas mais tarde foi transferida para o Barker Hangar de Santa Monica, devido a uma disputa trabalhista no Fairmont Century Plaza.
Barbie liderou as indicações para filmes com um recorde de dezoito, seguida por Oppenheimer e Poor Things com treze cada. The Morning Show liderou as indicações para a televisão com seis, seguido por Succession com cinco. Além disso, o fenômeno cultural e sucesso de bilheteria conhecido como Barbenheimer recebeu um total de 31 indicações, ganhando quatorze: oito para Oppenheimer e seis para Barbie. No geral, a Warner Bros. recebeu um total de 25 indicações para filmes, o maior número para qualquer estúdio este ano; A HBO / Max recebeu um total de 23 indicações para televisão, o maior número para qualquer rede este ano.

## Vencedores e indicados

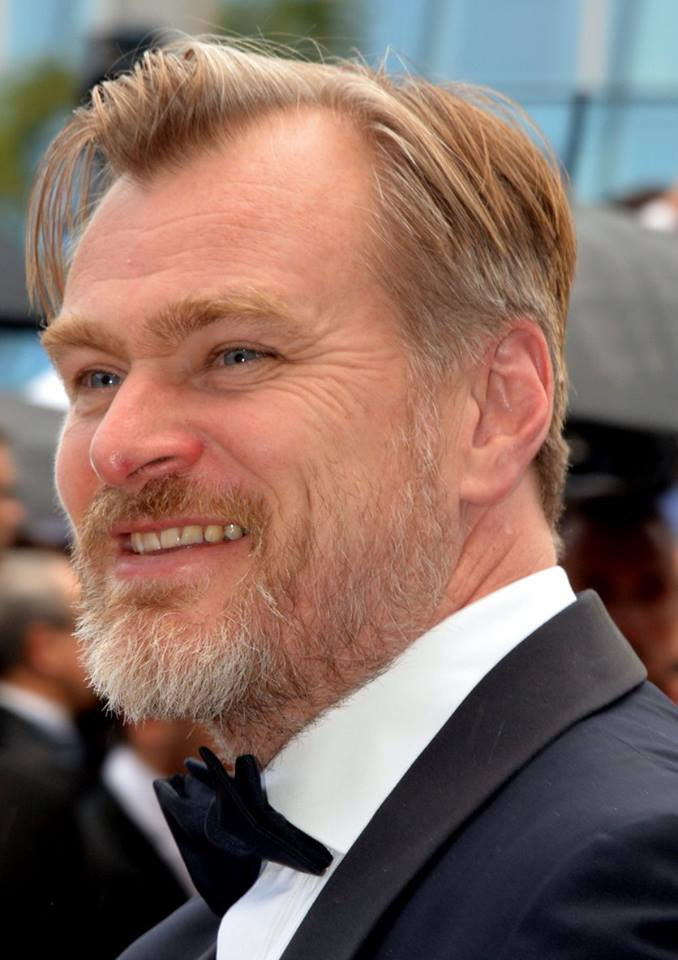
Christopher Nolan, Melhor Diretor

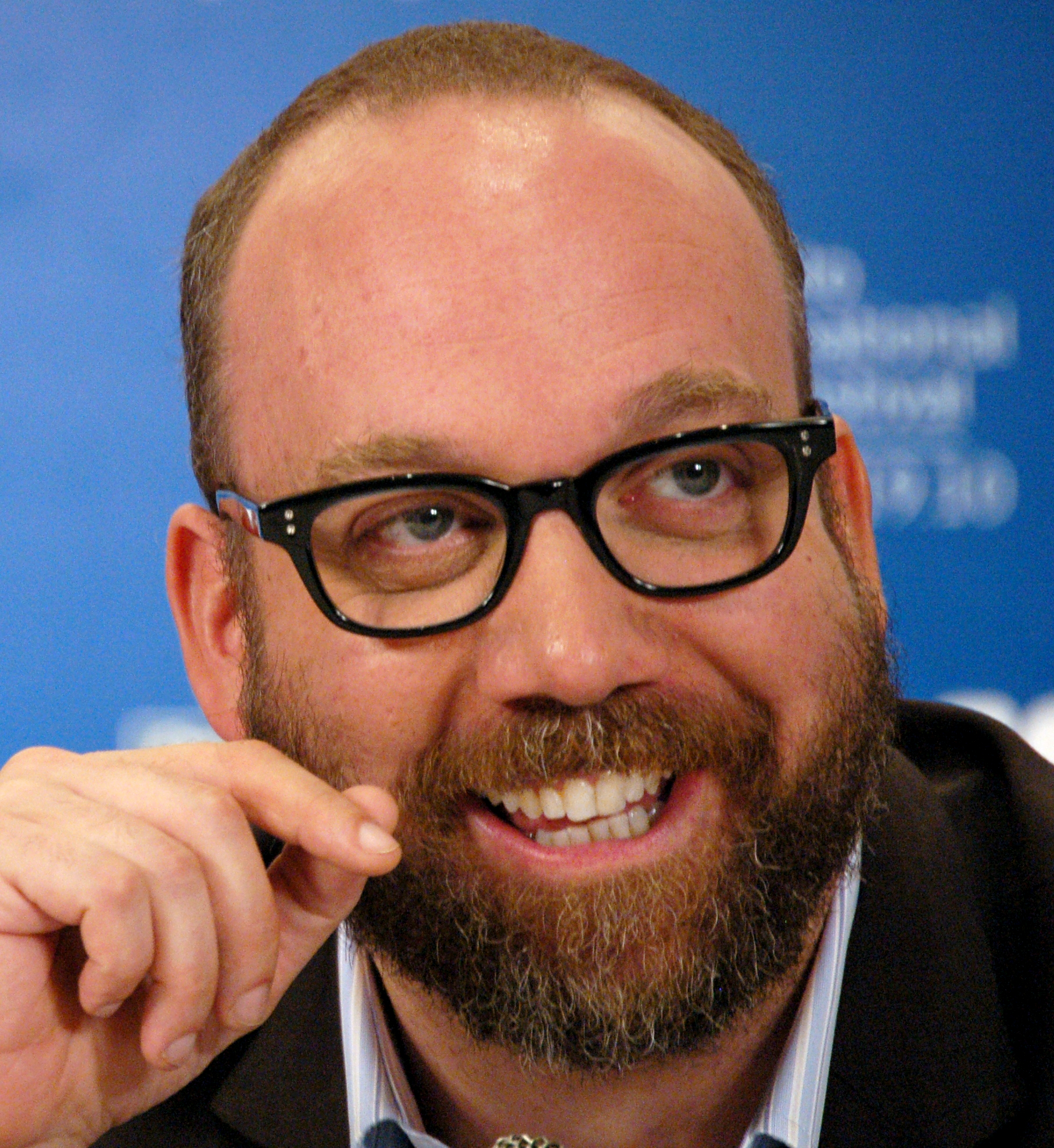
Paul Giamatti, Melhor Ator

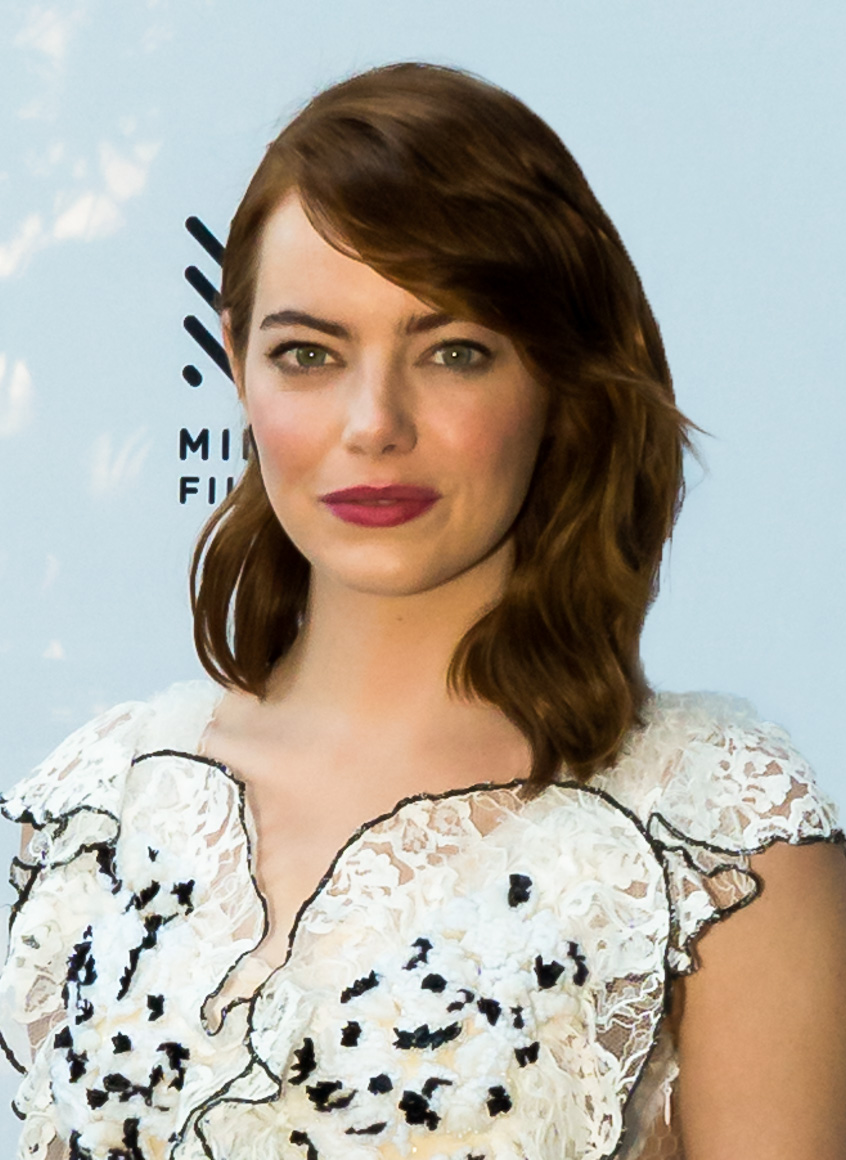
Emma Stone, Melhor Atriz

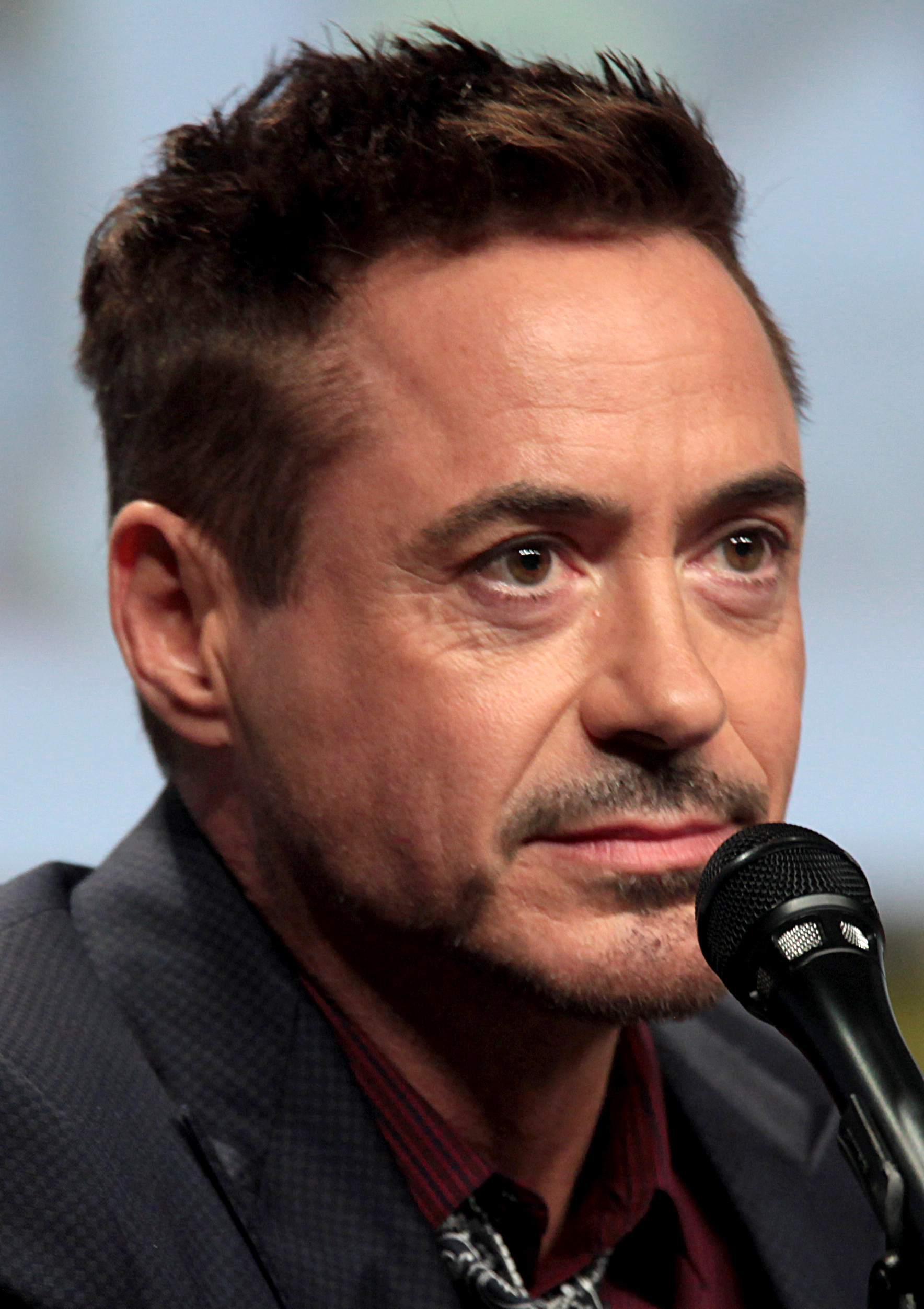
Robert Downey Jr., Melhor Ator Coadjuvante

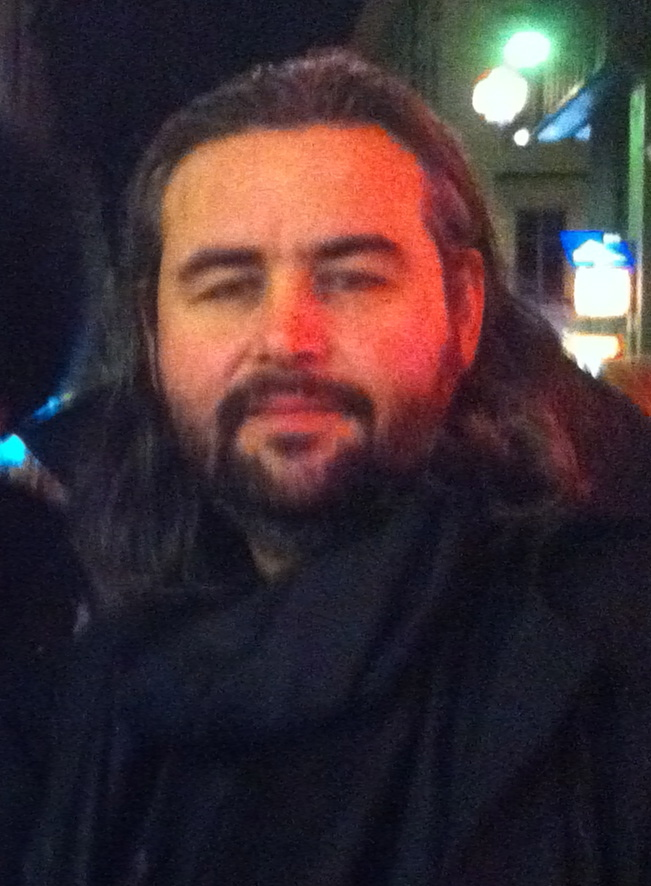
Hoyte van Hoytema, Melhor Fotografia

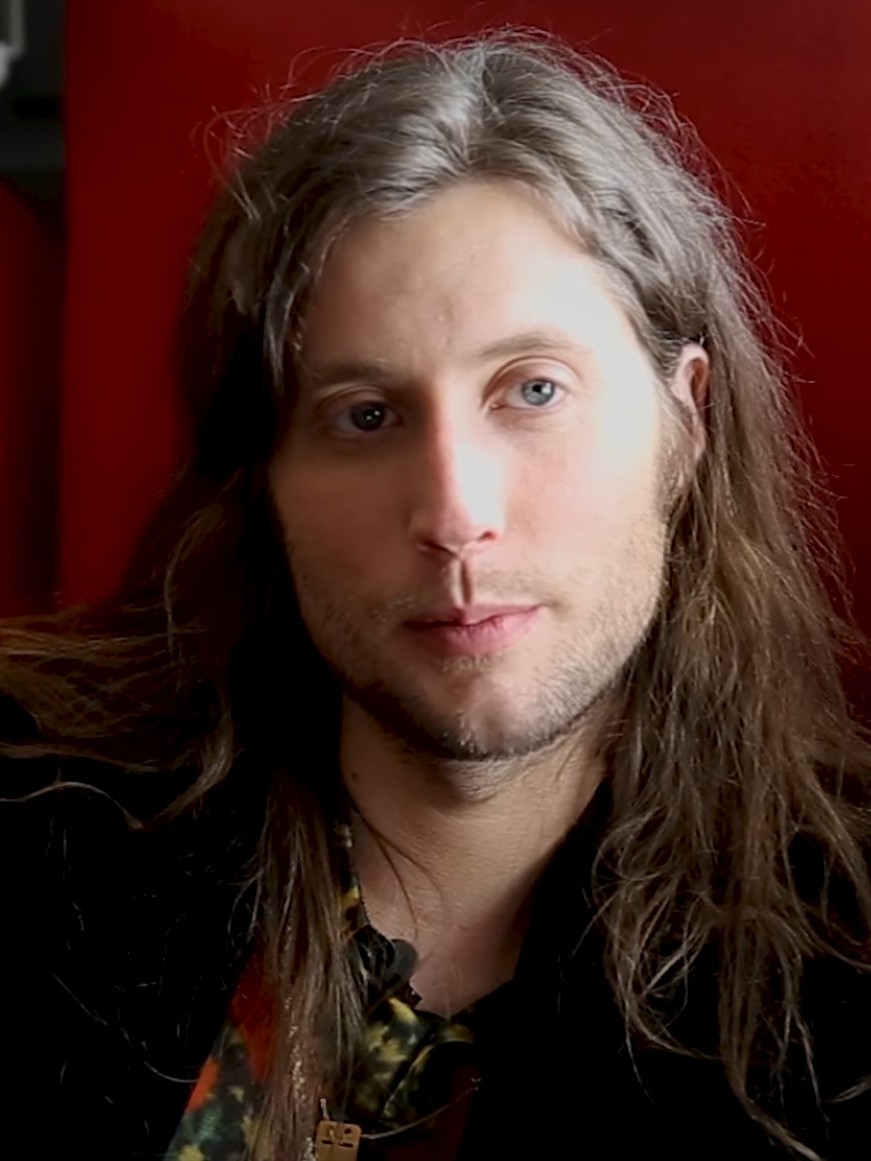
Ludwig Göransson, Melhor Trilha Sonora

### Cinema
Lista dos nomeados e vencedores (em negrito) no 29.ª Critics' Choice Awards.
| Melhor FilmeOppenheimer - American Fiction - Barbie - The Color Purple - The Holdovers - Killers of the Flower Moon - Maestro - Past Lives - Poor Things - Saltburn | Melhor DireçãoChristopher Nolan – Oppenheimer - Bradley Cooper – Maestro - Greta Gerwig – Barbie - Yorgos Lanthimos – Poor Things - Alexander Payne – The Holdovers - Martin Scorsese – Killers of the Flower Moon |
| Melhor AtorPaul Giamatti como Paul Hunham – The Holdovers - Bradley Cooper como Leonard Bernstein – Maestro - Leonardo DiCaprio como Ernest Burkhart – Killers of the Flower Moon - Colman Domingo como Bayard Rustin – Rustin - Cillian Murphy como Robert Oppenheimer – Oppenheimer - Jeffrey Wright como Thelonious "Monk" Ellison – American Fiction        | Melhor AtrizEmma Stone como Bella Baxter – Poor Things - Lily Gladstone como Mollie Burkhart – Killers of the Flower Moon - Sandra Hüller como Sandra Voyter – Anatomie d'une chute - Greta Lee como Nora Moon – Past Lives - Carey Mulligan como Felicia Montealegre – Maestro - Margot Robbie como Barbie – Barbie        |
| Melhor Ator CoadjuvanteRobert Downey Jr. como Lewis Strauss – Oppenheimer - Sterling K. Brown como Clifford "Cliff" Ellison – American Fiction - Robert De Niro como William King Hale – Killers of the Flower Moon - Ryan Gosling como Ken – Barbie - Charles Melton como Joe Yoo – May December - Mark Ruffalo como Duncan Wedderburn – Poor Things           | Melhor Atriz CoadjuvanteDa'Vine Joy Randolph como Mary Lamb – The Holdovers - Emily Blunt como Katherine Oppenheimer – Oppenheimer - Danielle Brooks como Sofia – The Color Purple - America Ferrera como Gloria – Barbie - Jodie Foster como Bonnie Stoll – Nyad - Julianne Moore como Gracie – May December               |
| Melhor Ator ou Atriz JovemDominic Sessa como Angus Tully – The Holdovers - Abby Ryder Fortson como Margaret Simon – Are You There God? It's Me, Margaret. - Ariana Greenblatt como Sasha – Barbie - Calah Lane como Noodle – Wonka - Milo Machado Graner como Daniel Maleski – Anatomie d'une chute - Madeleine Yuna Voyles como Alpha-O / Alphie – The Creator | Melhor ElencoOppenheimer - Air - Barbie - The Color Purple - The Holdovers - Killers of the Flower Moon |
| Melhor Roteiro OriginalGreta Gerwig e Noah Baumbach – Barbie - Samy Burch – May December - Alex Convery – Air - Bradley Cooper e Josh Singer – Maestro - David Hemingson – The Holdovers - Celine Song – Past Lives | Melhor Roteiro AdaptadoCord Jefferson – American Fiction - Kelly Fremon Craig – Are You There God? It's Me, Margaret. - Andrew Haigh – All of Us Strangers - Tony McNamara – Poor Things - Christopher Nolan – Oppenheimer - Eric Roth e Martin Scorsese – Killers of the Flower Moon                                       |
| Melhor CinematografiaHoyte van Hoytema – Oppenheimer - Matthew Libatique – Maestro - Rodrigo Prieto – Barbie - Rodrigo Prieto – Killers of the Flower Moon - Robbie Ryan – Poor Things - Linus Sandgren – Saltburn | Melhor EdiçãoJennifer Lame – Oppenheimer - William Goldenberg – Air - Nick Houy – Barbie - Yorgos Mavropsaridis – Poor Things - Thelma Schoonmaker – Killers of the Flower Moon - Michelle Tesoro – Maestro |
| Melhor FigurinoJacqueline Durran – Barbie - Lindy Hemming – Wonka - Francine Jamison-Tanchuck – The Color Purple - Holly Waddington – Poor Things - Jacqueline West – Killers of the Flower Moon - Janty Yates e David Crossman – Napoleon | Melhor Direção de ArteSarah Greenwood e Katie Spencer – Barbie - Suzie Davies e Charlotte Dirickx – Saltburn - Ruth De Jong e Claire Kaufman – Oppenheimer - Jack Fisk e Adam Willis – Killers of the Flower Moon - Shona Heath, Zsuzsa Mihalek e James Price – Poor Things - Adam Stockhausen e Kris Moran – Asteroid City |
| Melhor Trilha SonoraLudwig Göransson – Oppenheimer - Jerskin Fendrix – Poor Things - Michael Giacchino – La sociedad de la nieve - Daniel Pemberton – Spider-Man: Across the Spider-Verse - Robbie Robertson – Killers of the Flower Moon (póstumo) - Mark Ronson e Andrew Wyatt – Barbie                                                                       | Melhor Canção"I'm Just Ken" – Barbie - "Dance the Night" – Barbie - "Peaches" – The Super Mario Bros. Movie - "Road to Freedom" – Rustin - "This Wish" – Wish - "What Was I Made For?" – Barbie |
| Melhor Cabelo e MaquiagemBarbie - The Color Purple - Maestro - Oppenheimer - Poor Things - Priscilla | Melhores Efeitos VisuaisOppenheimer - The Creator - Guardians of the Galaxy Vol. 3 - Mission: Impossible – Dead Reckoning Part One - Poor Things - Spider-Man: Across the Spider-Verse |
| Melhor Filme de AnimaçãoSpider-Man: Across the Spider-Verse - Kimitachi wa Dō Ikiru ka - Elemental - Nimona - Teenage Mutant Ninja Turtles: Mutant Mayhem - Wish | Melhor Filme de ComédiaBarbie - American Fiction - Bottoms - The Holdovers - No Hard Feelings - Poor Things |
| Melhor Filme EstrangeiroAnatomie d'une chute ( França) - Godzilla Minus One ( Japão) - Perfect Days ( Japão) - La sociedad de la nieve ( Espanha) - La Passion de Dodin Bouffant ( França) - The Zone of Interest ( Reino Unido) | |

#### #SeeHer Award
- America Ferrera[16]

#### Lifetime Achievement Award
- Harrison Ford[17]

### Televisão

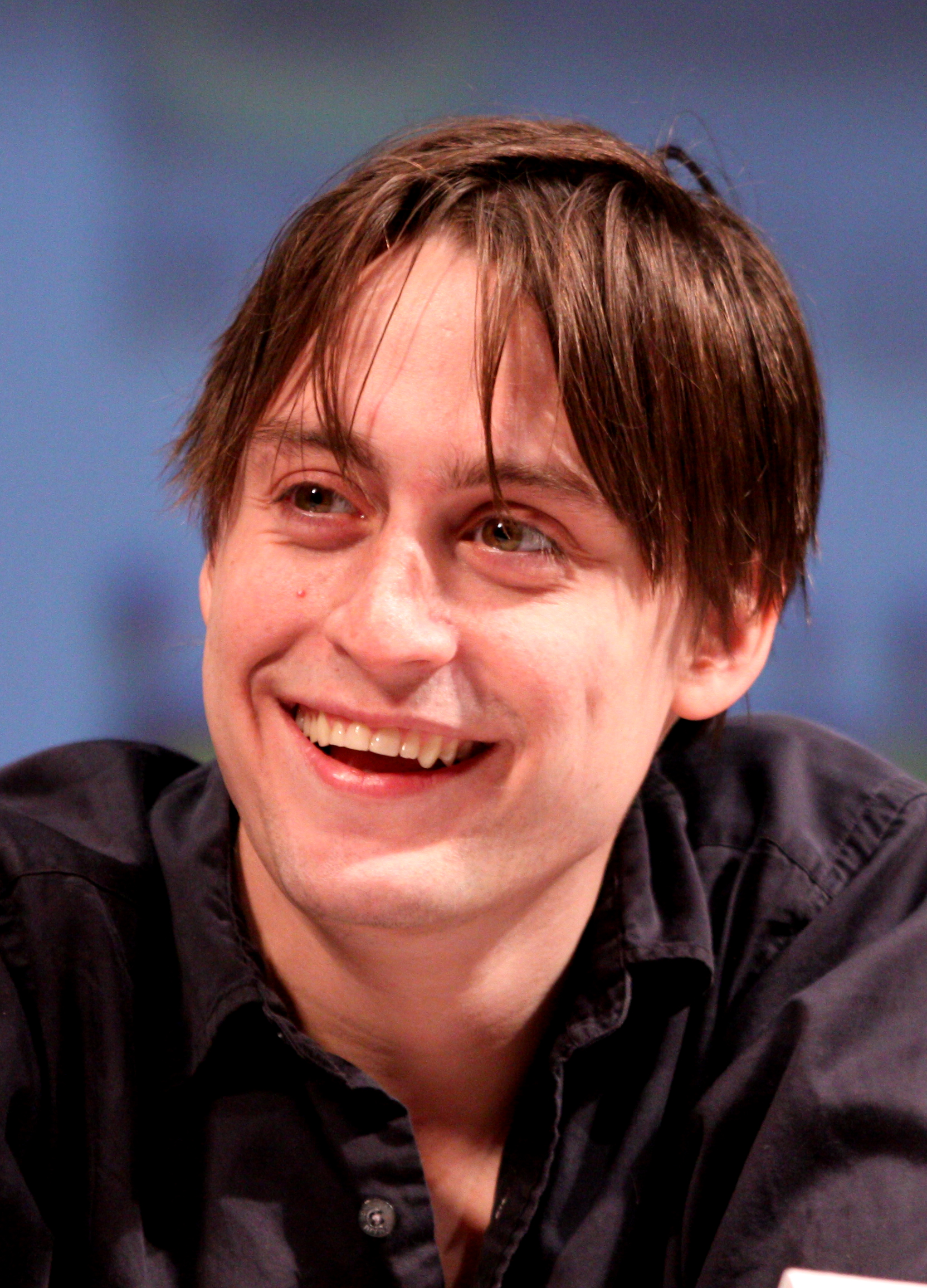
Kieran Culkin, Melhor Ator em Série Dramática

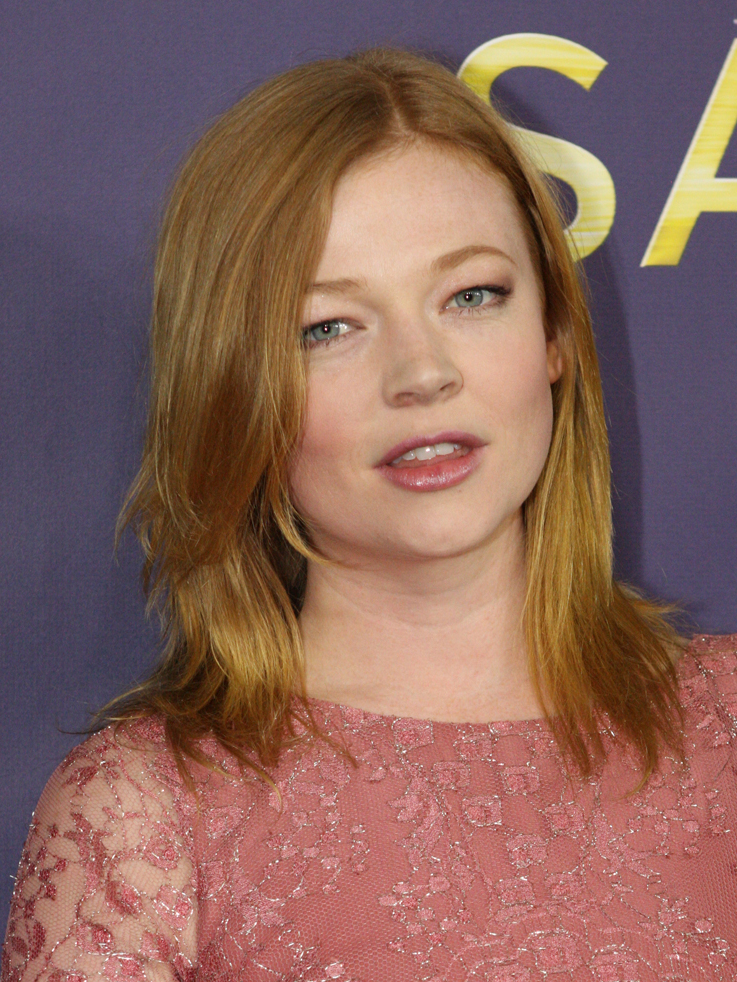
Sarah Snook, Melhor Atriz em Série Dramática

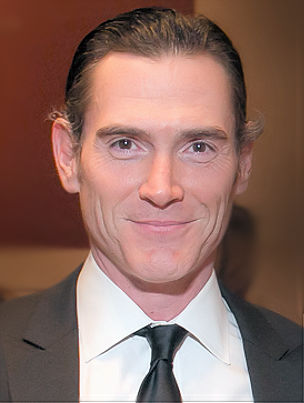
Billy Crudup, Melhor Ator Coadjuvante em Série Dramática

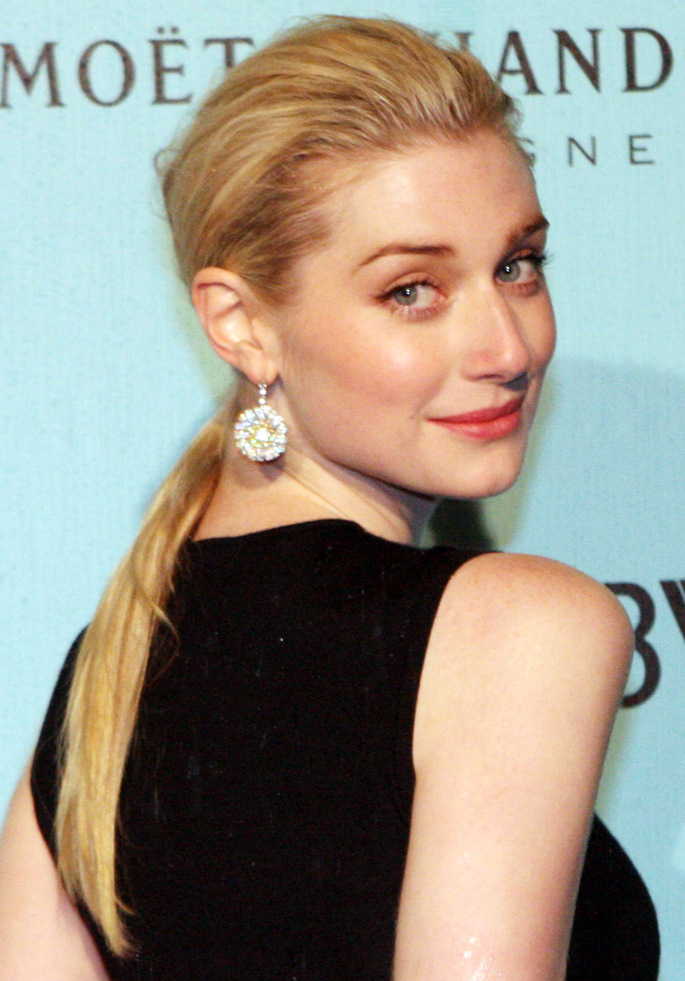
Elizabeth Debicki, Melhor Atriz Coadjuvante em Série Dramática

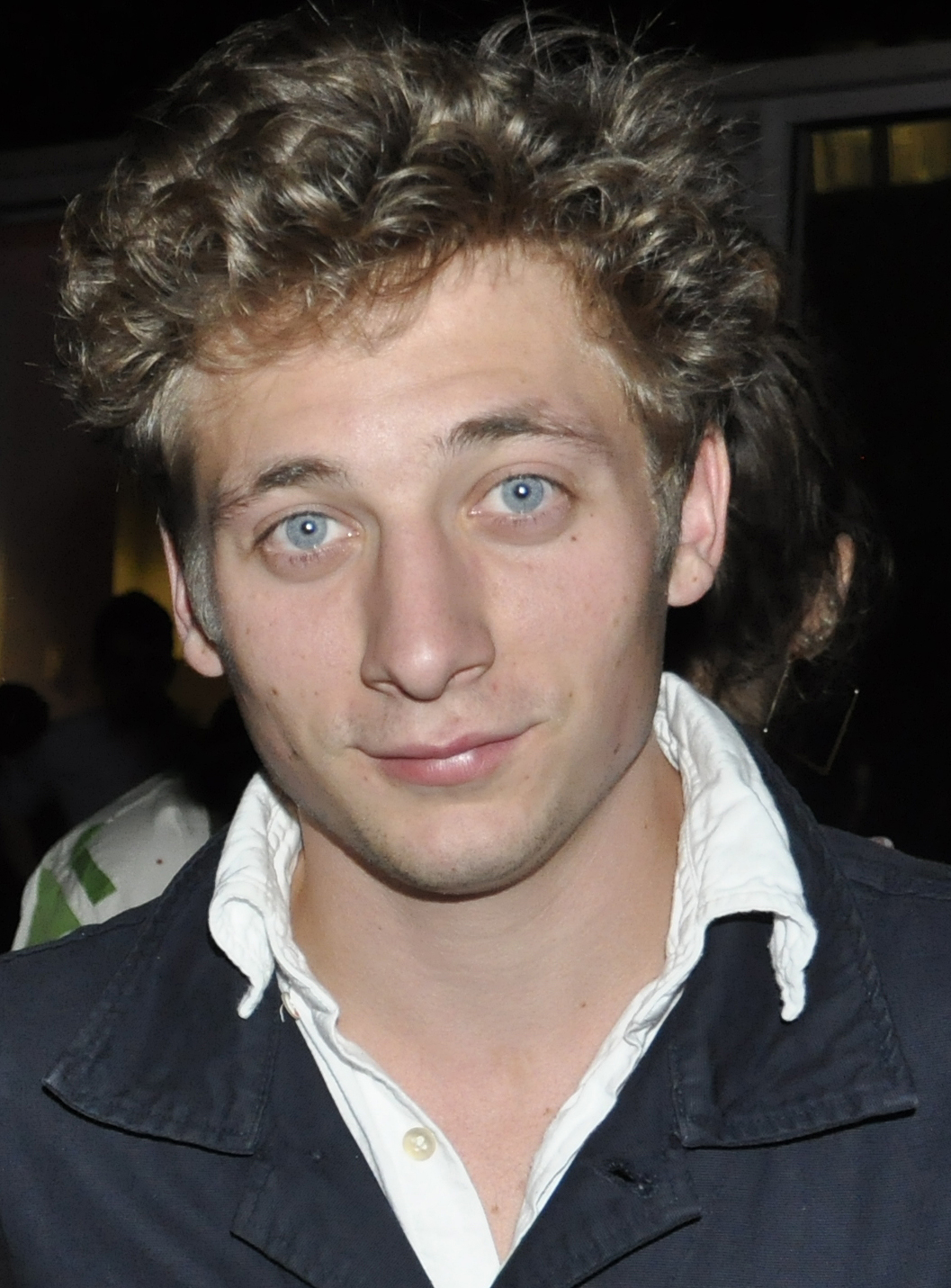
Jeremy Allen White, Melhor Ator em Série de Comédia

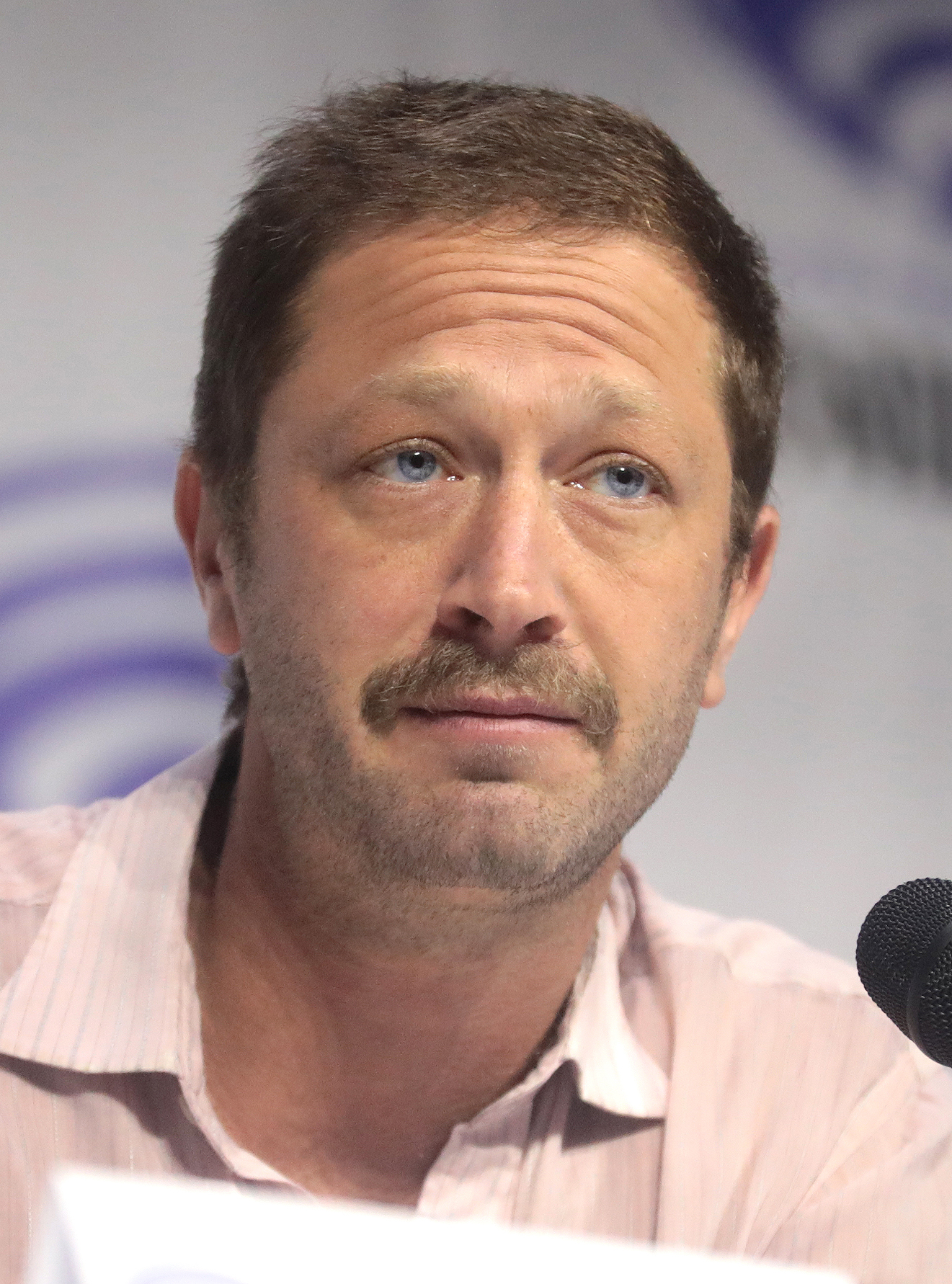
Ebon Moss-Bachrach, Melhor Ator Coadjuvante em Série de Comédia

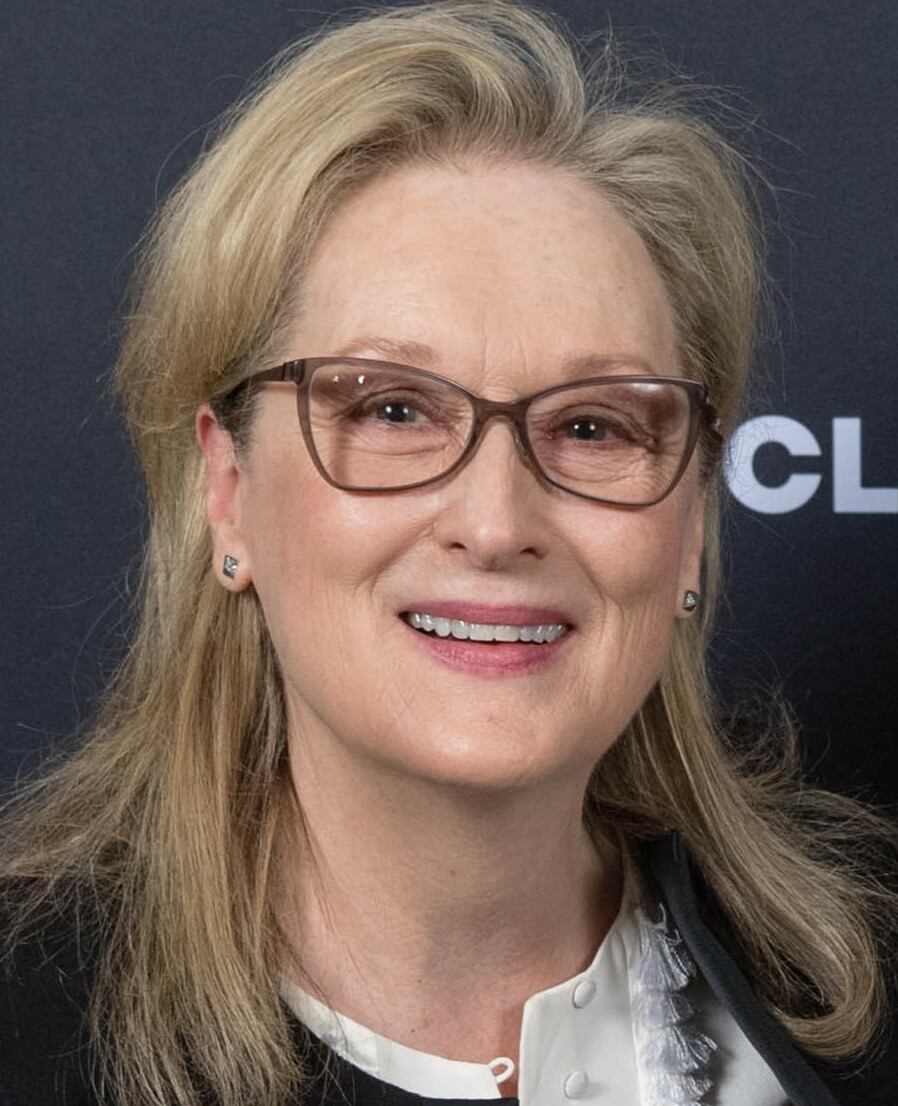
Meryl Streep, Melhor Atriz Coadjuvante em Série de Comédia

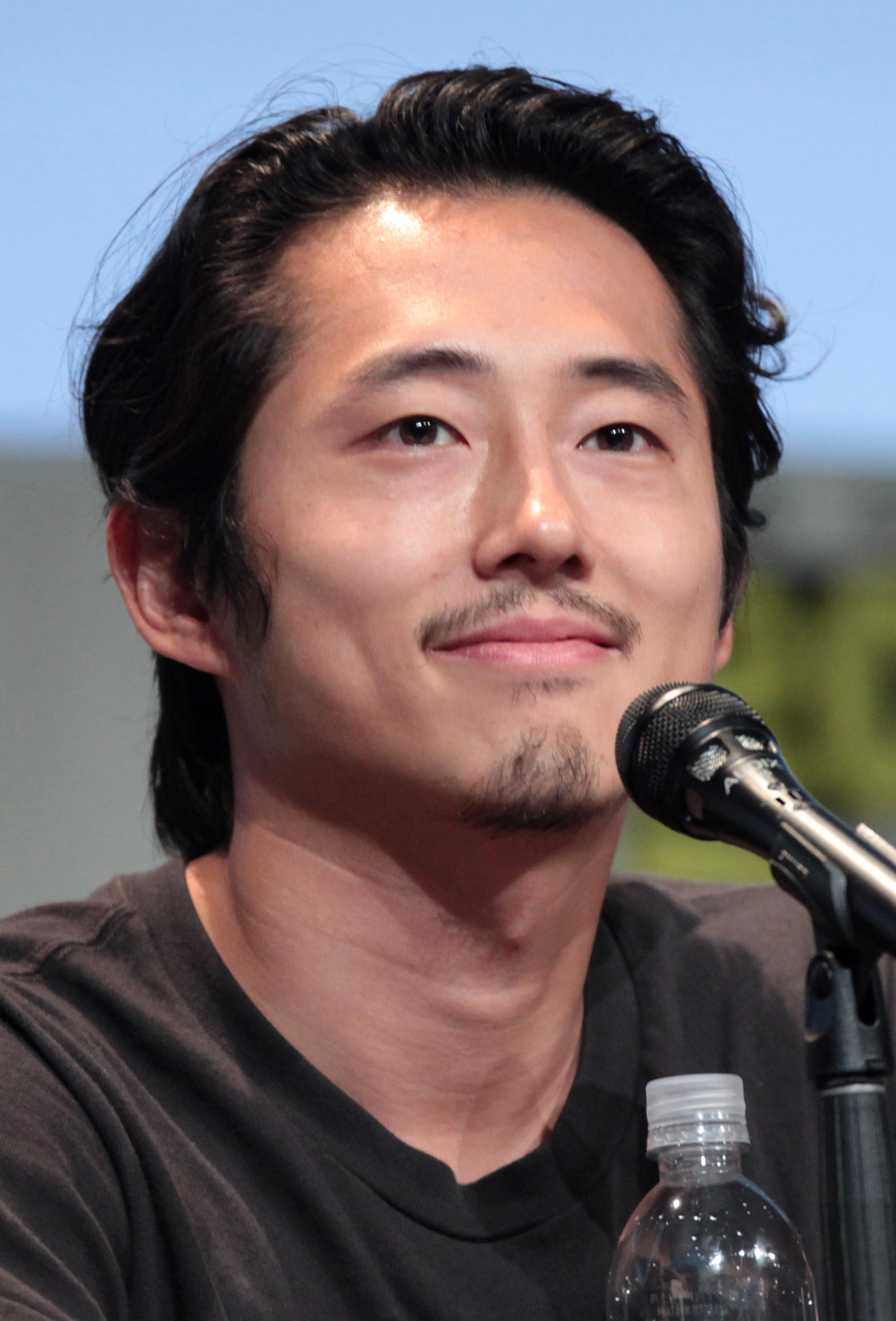
Steven Yeun, Melhor Ator em Série Limitada ou Filme Feito para Televisão

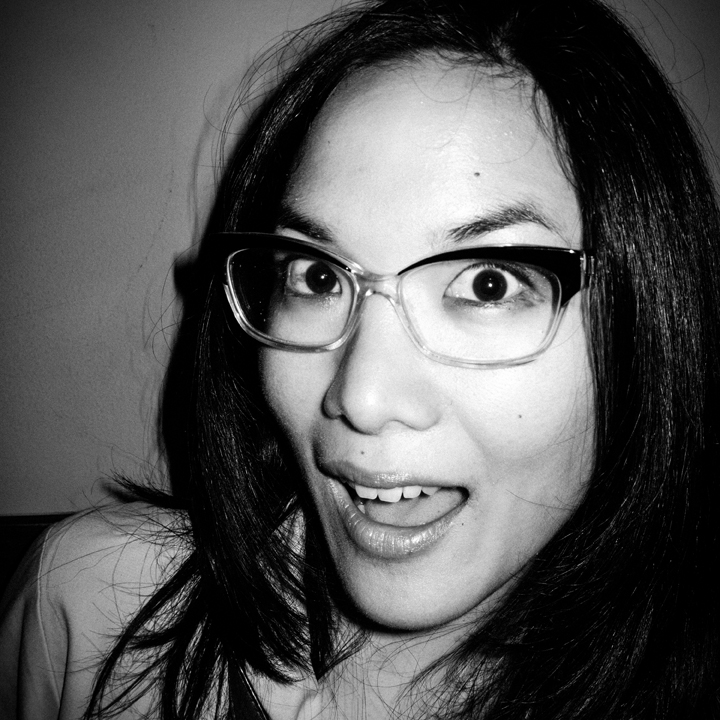
Ali Wong, Melhor Atriz em Série Limitada ou Filme Feito para Televisão

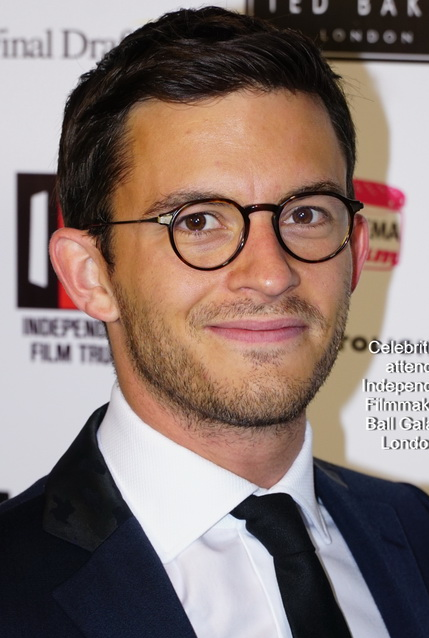
Jonathan Bailey, Melhor Ator Coadjuvante em Série Limitada ou Filme Feito para Televisão

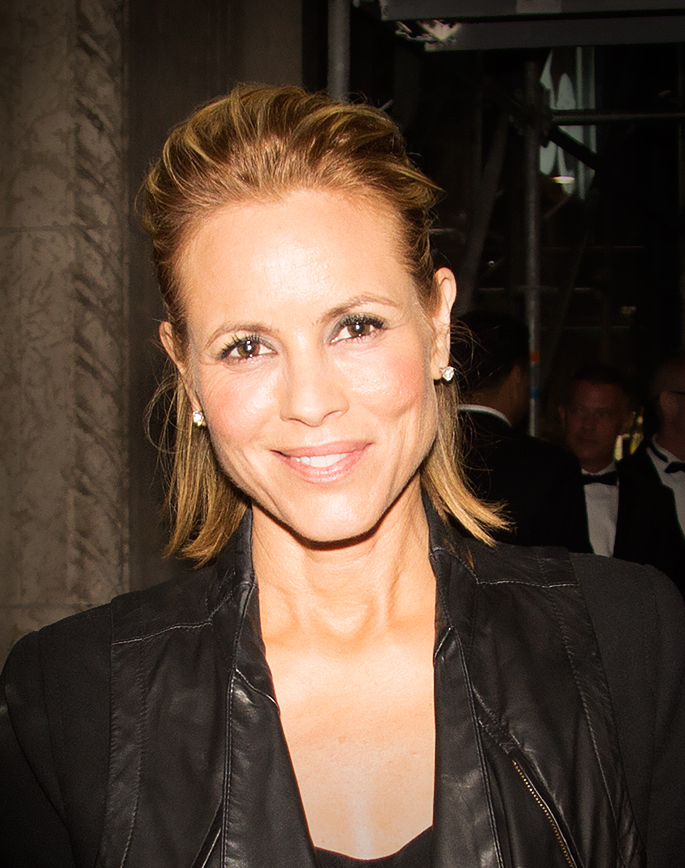
Maria Bello, Melhor Atriz Coadjuvante em Série Limitada ou Filme Feito para Televisão

| Melhor Série DramáticaSuccession (HBO / Max) - The Crown (Netflix) - The Diplomat (Netflix) - The Last of Us (HBO / Max) - Loki (Disney+) - The Morning Show (Apple TV+) - Star Trek: Strange New Worlds (Paramount+) - Winning Time: The Rise of the Lakers Dynasty (HBO / Max) | |
| Melhor Ator em Série DramáticaKieran Culkin como Roman Roy – Succession (HBO / Max) - Tom Hiddleston como Loki – Loki (Disney+) - Timothy Olyphant como Raylan Givens – Justified: City Primeval (FX) - Pedro Pascal como Joel – The Last of Us (HBO / Max) - Ramón Rodríguez como Will Trent – Will Trent (ABC) - Jeremy Strong como Kendall Roy – Succession (HBO / Max) | Melhor Atriz em Série DramáticaSarah Snook como Shiv Roy – Succession (HBO / Max) - Jennifer Aniston como Alex Levy – The Morning Show (Apple TV+) - Aunjanue Ellis como Carolyn Wilder – Justified: City Primeval (FX) - Bella Ramsey como Ellie – The Last of Us (HBO / Max) - Keri Russell como Kate Wyler – The Diplomat (Netflix) - Reese Witherspoon como Bradley Jackson – The Morning Show (Apple TV+) |
| Melhor Ator Coadjuvante em Série DramáticaBilly Crudup como Cory Ellison – The Morning Show (Apple TV+) - Khalid Abdalla como Dodi Fayed – The Crown (Netflix) - Ron Cephas Jones como Lukather "Shreve" Scoville – Truth Be Told (Apple TV+) (póstumo) - Matthew Macfadyen como Tom Wambsgans – Succession (HBO / Max) - Ke Huy Quan como O.B. / A.D. Doug, Ph.D – Loki (Disney+) - Rufus Sewell como Hal Wyler – The Diplomat (Netflix)                                             | Melhor Atriz Coadjuvante em Série DramáticaElizabeth Debicki como Diana, Princesa de Gales – The Crown (Netflix) - Nicole Beharie como Christine Hunter – The Morning Show (Apple TV+) - Sophia Di Martino como Sylvie – Loki (Disney+) - Celia Rose Gooding como Nyota Uhura – Star Trek: Strange New Worlds (Paramount+) - Karen Pittman como Mia Jordan – The Morning Show (Apple TV+) - Christina Ricci como Misty Quigley – Yellowjackets (Showtime)                                                            |
| Melhor Série de ComédiaThe Bear (FX) - Abbott Elementary (ABC) - Barry (HBO / Max) - The Marvelous Mrs. Maisel (Prime Video) - Poker Face (Peacock) - Reservation Dogs (FX) - Shrinking (Apple TV+) - What We Do in the Shadows (FX) | |
| Melhor Ator em Série de ComédiaJeremy Allen White como Carmen "Carmy" Berzatto – The Bear (FX) - Bill Hader como Barry Berkman – Barry (HBO / Max) - Steve Martin como Charles-Haden Savage – Only Murders in the Building (Hulu) - Kayvan Novak como Nandor the Relentless – What We Do in the Shadows (FX) - Drew Tarver como Cary Dubek – The Other Two (HBO / Max) - D'Pharaoh Woon-A-Tai como Bear Smallhill – Reservation Dogs (FX)                                             | Melhor Atriz em Série de ComédiaAyo Edebiri como Sydney Adamu – The Bear (FX) - Rachel Brosnahan como Miriam "Midge" Maisel – The Marvelous Mrs. Maisel (Prime Video) - Quinta Brunson como Janine Teagues – Abbott Elementary (ABC) - Bridget Everett como Sam – Somebody Somewhere (HBO / Max) - Devery Jacobs como Elora Danan Postoak – Reservation Dogs (FX) - Natasha Lyonne como Charlie Cale – Poker Face (Peacock)                                                                                          |
| Melhor Ator Coadjuvante em Série de ComédiaEbon Moss-Bachrach como Richard "Richie" Jerimovich – The Bear (FX) - Phil Dunster como Jamie Tartt – Ted Lasso (Apple TV+) - Harrison Ford como Dr. Paul Rhoades – Shrinking (Apple TV+) - Harvey Guillén como Guillermo de la Cruz – What We Do in the Shadows (FX) - James Marsden como ele mesmo – Jury Duty (Amazon Freevee) - Henry Winkler como Gene Cousineau – Barry (HBO / Max)                                                  | Melhor Atriz Coadjuvante em Série de ComédiaMeryl Streep como Loretta Durkin – Only Murders in the Building (Hulu) - Paulina Alexis como Willie Jack – Reservation Dogs (FX) - Alex Borstein como Susie Myerson – The Marvelous Mrs. Maisel (Prime Video) - Janelle James como Ava Coleman – Abbott Elementary (ABC) - Sheryl Lee Ralph como Barbara Howard – Abbott Elementary (ABC) - Jessica Williams como Gaby – Shrinking (Apple TV+)                                                                           |
| Melhor Série LimitadaBeef (Netflix) - Daisy Jones & the Six (Prime Video) - Fargo (FX) - Fellow Travelers (Showtime) - Lessons in Chemistry (Apple TV+) - Love & Death (HBO / Max) - A Murder at the End of the World (FX) - A Small Light (National Geographic) | Melhor Filme Feito para TelevisãoQuiz Lady (Hulu) - The Caine Mutiny Court-Martial (Showtime) - Finestkind (Paramount+) - Mr. Monk's Last Case: A Monk Movie (Peacock) - No One Will Save You (Hulu) - Reality (HBO / Max) |
| Melhor Ator em Série Limitada ou Filme Feito para a TelevisãoSteven Yeun como Danny Cho – Beef (Netflix) - Matt Bomer como Hawkins Fuller – Fellow Travelers (Showtime) - Tom Holland como Danny Sullivan – The Crowded Room (Apple TV+) - David Oyelowo como Bass Reeves – Lawmen: Bass Reeves (Paramount+) - Tony Shalhoub como Adrian Monk – Mr. Monk's Last Case: A Monk Movie (Peacock) - Kiefer Sutherland como Lt. Commander Queeg – The Caine Mutiny Court-Martial (Showtime) | Melhor Atriz em Série Limitada ou Filme Feito para a TelevisãoAli Wong como Amy Lau – Beef (Netflix) - Kaitlyn Dever como Brynn – No One Will Save You (Hulu) - Carla Gugino como Verna – The Fall of the House of Usher (Netflix) - Brie Larson como Elizabeth Zott – Lessons in Chemistry (Apple TV+) - Bel Powley como Miep Gies – A Small Light (National Geographic) - Sydney Sweeney como Reality Winner – Reality (HBO / Max) - Juno Temple como Dorothy "Dot" Lyon – Fargo (FX)                              |
| Melhor Ator Coadjuvante em Série Limitada ou Filme Feito para TelevisãoJonathan Bailey como Tim Laughlin – Fellow Travelers (Showtime) - Taylor Kitsch como Glen Kryger – Painkiller (Netflix) - Jesse Plemons como Allan Gore – Love & Death (HBO / Max) - Lewis Pullman como Calvin Evans – Lessons in Chemistry (Apple TV+) - Liev Schreiber como Otto Frank – A Small Light (National Geographic) - Justin Theroux como G. Gordon Liddy – White House Plumbers (HBO / Max)        | Melhor Atriz Coadjuvante em Série Limitada ou Filme Feito para TelevisãoMaria Bello como Jordan Forster – Beef (Netflix) - Billie Boullet como Anne Frank – A Small Light (National Geographic) - Willa Fitzgerald como jovem Madeline – The Fall of the House of Usher (Netflix) - Aja Naomi King como Harriet Sloane – Lessons in Chemistry (Apple TV+) - Mary McDonnell como Madeline Usher – The Fall of the House of Usher (Netflix) - Camila Morrone como Camila Alvarez – Daisy Jones & the Six (Prime Video) |
| Melhor Série de AnimaçãoScott Pilgrim Takes Off (Netflix) - Bluey (Disney+) - Bob's Burgers (Fox) - Harley Quinn (HBO / Max) - Star Trek: Lower Decks (Paramount+) - Young Love (HBO / Max) | Melhor Série em Língua não-inglesaLupin (Netflix) • França - Bargain (Paramount+) • Coreia do Sul - The Glory (Netflix) • Coreia do Sul - The Good Mothers (Apple TV+) • Itália / Reino Unido - The Interpreter of Silence (Hulu) • Alemanha / Polónia - Mask Girl (Netflix) • Coreia do Sul - Moving (Hulu) • Coreia do Sul |
| Melhor Talk ShowLast Week Tonight with John Oliver (HBO / Max) - The Graham Norton Show (BBC America) - Jimmy Kimmel Live! (ABC) - The Kelly Clarkson Show (NBC) - Late Night with Seth Meyers (NBC) - The Late Show with Stephen Colbert (CBS) | Melhor Especial de ComédiaJohn Mulaney: Baby J (Netflix) - Alex Borstein: Corsets & Clown Suits (Prime Video) - John Early: Now More Than Ever (HBO / Max) - Mike Birbiglia: The Old Man and the Pool (Netflix) - Trevor Noah: Where Was I (Netflix) - Wanda Sykes: I'm an Entertainer (Netflix) |

## Filmes com múltiplas indicações e vitórias
Os seguintes vinte filmes receberam várias indicações:
| Filme                                 | Indicações |
| ------------------------------------- | ---------- |
| Barbie                                | 18         |
| Oppenheimer                           | 13         |
| Poor Things                           | 13         |
| Killers of the Flower Moon            | 12         |
| The Holdovers                         | 8          |
| Maestro                               | 8          |
| American Fiction                      | 5          |
| The Color Purple                      | 5          |
| Air                                   | 3          |
| Anatomie d'une chute                  | 3          |
| May December                          | 3          |
| Past Lives                            | 3          |
| Saltburn                              | 3          |
| Spider-Man: Across the Spider-Verse   | 3          |
| Are You There God? It's Me, Margaret. | 2          |
| The Creator                           | 2          |
| Rustin                                | 2          |
| La sociedad de la nieve               | 2          |
| Wish                                  | 2          |
| Wonka                                 | 2          |

Os seguintes filmes receberam vários prêmios:
| Filmes        | Prêmios |
| ------------- | ------- |
| Oppenheimer   | 8       |
| Barbie        | 6       |
| The Holdovers | 3       |

## Programas de televisão com várias indicações e vitórias
Os seguintes vinte e nove programas receberam várias indicações:
| Programa                           | Rede                | Categoria | Indicações |
| ---------------------------------- | ------------------- | --------- | ---------- |
| The Morning Show                   | Apple TV+           | Drama     | 6          |
| Succession                         | HBO / Max           | Drama     | 5          |
| Abbott Elementary                  | ABC                 | Comédia   | 4          |
| The Bear                           | FX on Hulu          | Comédia   | 4          |
| Beef                               | Netflix             | Limitado  | 4          |
| Lessons in Chemistry               | Apple TV+           | Limitado  | 4          |
| Loki                               | Disney+             | Drama     | 4          |
| Reservation Dogs                   | FX                  | Comédia   | 4          |
| A Small Light                      | National Geographic | Limitado  | 4          |
| Barry                              | HBO / Max           | Comédia   | 3          |
| The Crown                          | Netflix             | Drama     | 3          |
| The Diplomat                       | Netflix             | Drama     | 3          |
| The Fall of the House of the Usher | Netflix             | Limitado  | 3          |
| Fellow Travelers                   | Showtime            | Limitado  | 3          |
| The Last of Us                     | HBO / Max           | Drama     | 3          |
| The Marvelous Mrs. Maisel          | Prime Video         | Comédia   | 3          |
| Shrinking                          | Apple TV+           | Comédia   | 3          |
| What We Do in the Shadows          | FX                  | Comédia   | 3          |
| The Caine Mutiny Court-Martial     | Showtime            | Filme     | 2          |
| Daisy Jones & the Six              | Prime Video         | Limitado  | 2          |
| Fargo                              | FX                  | Limitado  | 2          |
| Justified: City Primeval           | FX                  | Drama     | 2          |
| Love & Death                       | HBO / Max           | Limitado  | 2          |
| Mr. Monk's Last Case: A Monk Movie | Peacock             | Filme     | 2          |
| No One Will Save You               | Hulu                | Filme     | 2          |
| Only Murders in the Building       | Hulu                | Comédia   | 2          |
| Poker Face                         | Peacock             | Comédia   | 2          |
| Reality                            | HBO / Max           | Filme     | 2          |
| Star Trek: Strange New Worlds      | Paramount+          | Drama     | 2          |

Os seguintes programas receberam vários prêmios:
| Programa   | Rede      | Categoria | Indicações |
| ---------- | --------- | --------- | ---------- |
| The Bear   | FX        | Comédia   | 4          |
| Beef       | Netflix   | Limitado  | 4          |
| Succession | HBO / Max | Drama     | 3          |

## Apresentadores
| Nome(s)                                 | Papel |
| --------------------------------------- | --- |
| Kaley Cuoco David Oyelowo               | Apresentou o prêmio de Melhor Atriz Coadjuvante |
| Angela Bassett                          | Apresentou o prêmio de Melhor Ator Coadjuvante |
| Phil Dunster Jessica Williams           | Apresentou os prêmios de Melhor Ator Coadjuvante em Série Limitada ou Filme Feito para a Televisão e Melhor Atriz Coadjuvante em Série Limitada ou Filme Feito para a Televisão |
| Giacomo Gianniotti Vanessa Morgan       | Apresentou os prêmios de Melhor Ator Coadjuvante em Série Dramática e Melhor Atriz Coadjuvante em Série Dramática                                                               |
| Jenny Slate Ramy Youssef                | Apresentou os prêmios de Melhor Ator Coadjuvante em Série de Comédia e Melhor Atriz Coadjuvante em Série de Comédia                                                             |
| Jason Segel                             | Apresentou o prêmio de Melhor Atriz em Série Limitada ou Filme Feito para a Televisão                                                                                           |
| Natasha Lyonne                          | Apresentou o prêmio de Melhor Ator em Série Limitada ou Filme Feito para a Televisão                                                                                            |
| Margot Robbie                           | Presented the #SeeHer Award to America Ferrera |
| Anthony Ramos Bella Ramsey              | Apresentou o prêmio de Melhor Canção |
| Nicholas Braun                          | Apresentou o prêmio de Melhor Atriz em Série de Comédia |
| Ashley Madekwe Mandy Moore              | Apresentou o prêmio de Melhor Ator em Série de Comédia |
| David Duchovny Meg Ryan                 | Apresentou o prêmio de Melhor Elenco |
| James Mangold                           | Presented the Career Achievement Award to Harrison Ford |
| Ke Huy Quan                             | Apresentou o prêmio de Melhor Atriz em Série Dramática |
| Gael García Bernal Carla Gugino         | Apresentou o prêmio de Melhor Ator em Série Dramática |
| Sandra Oh Awkwafina                     | Apresentou o prêmio de Melhor Série de Comédia |
| Dan Levy                                | Apresentou o prêmio de Melhor Série Dramática |
| Jon Cryer Donald Faison Abigail Spencer | Apresentou o prêmio de Melhor Série Limitada |
| Brendan Fraser                          | Apresentou o prêmio de Melhor Atriz |
| Oprah Winfrey                           | Apresentou o prêmio de Melhor Ator |
| John Krasinski                          | Apresentou o prêmio de Melhor Diretor |
| Chelsea Handler                         | Apresentou o prêmio de Melhor Filme |